# عدس لاموتي
عدس لاموتي (الاسم العلمي:Lens lamottei) هو نوع من النباتات يتبع جنس العدس من الفصيلة البقولية.